# Kris Wu
Wú Yìfán (Chino tradicional: 吳亦凡; simplificado: 吴亦凡; Guangzhou, Guangdong, 6 de noviembre de 1990), conocido también como Kris Wu o Kris, es un rapero, cantante y actor chino-canadiense, conocido por haber sido miembro del grupo masculino surcoreano EXO. Inició su carrera como actor en febrero de 2015 al protagonizar la película Somewhere Only We Know. Desde entonces, actuó en diversas películas taquilleras, tales como Mr. Six y Journey to the West: The Demons Strike Back, dos de las películas fueron un éxito en China. A finales de 2015, lanzó su primer sencillo como solista, «Bad Girl». Al año siguiente, hizo su debut como modelo en las pasarelas del desfile de invierno de Burberry en Londres.
Se convirtió en un integrante inactivo de Exo el 14 de mayo de 2014 después de demandar a la agencia del grupo, SM Entertainment. El 21 de julio de 2016, Kris oficialmente abandonó el grupo tras finalizar su disputa con SM.

## Primeros años
Wu nació bajo el nombre de Li Jiaheng (Chino simplificado: 李嘉恒; pinyin: Lǐ Jiāhéng), posteriormente su nombre fue cambiado por motivos que se desconocen. Junto a su madre, se mudó a Vancouver, Columbia Británica, cuando tenía diez años de edad. Regresó a China cinco años después, con quince años de edad, y asistió a Guangzhou No. 7 Middle School por un corto período, volviendo a Vancouver poco después, donde estudió en Point Grey Secondary School y Sir Winston Churchill Secondary School.

## Carrera

### Predebut
Con dieciocho años, Wu hizo una audición para unirse a SM Entertainment en Canadá. En enero de 2008, se mudó a Corea del Sur tras pasar las audiciones y se convirtió en un aprendiz de la empresa por cuatro años.

### 2012-15: Comienzos de carrera

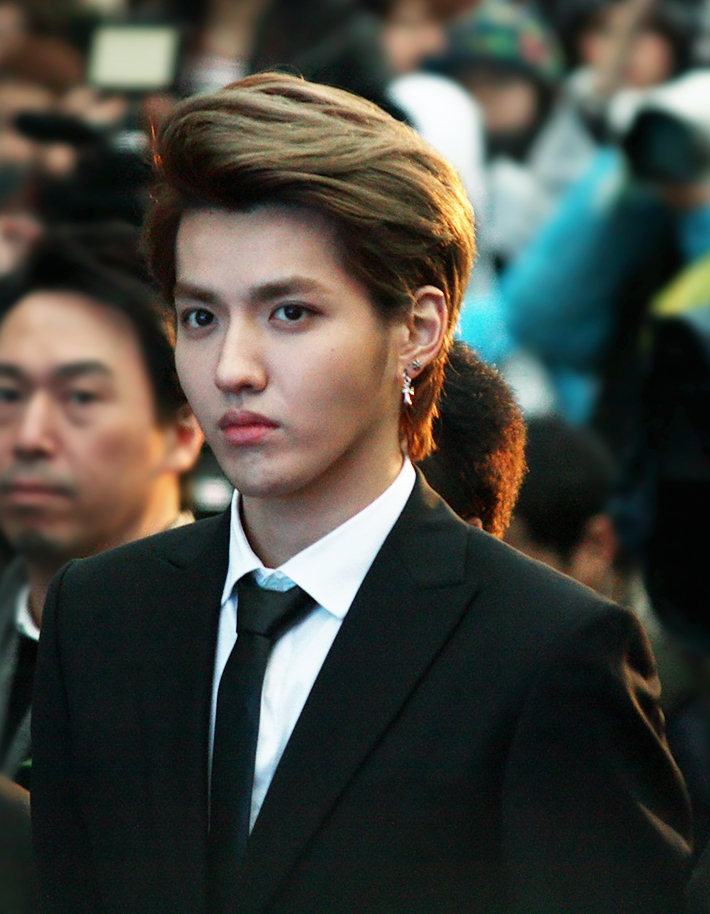
Wu en Hallyu Star Street, el 12 de marzo de 2014.

El 17 de febrero de 2012, Kris fue añadido como uno de los integrantes de EXO. En abril del mismo año, el subgrupo chino, liderado por Kris, EXO-M, tuvo su debut con el lanzamiento del sencillo «Mama». El 7 de mayo de 2014, el grupo lanzó el EP Overdose, que fue seguido por la demanda de Kris contra la SM, convirtiéndose en un miembro inactivo del grupo. En julio del mismo año, Kris lanzó la canción «Time Boils the Rain» como parte de la película china, Tiny Times 3. De acuerdo con Weibo, «Time Boils the Rain» se convirtió en la canción que más rápido logró obtener un millón de reproducciones en el sitio en esa época. En el mismo año, se convirtió en la celebridad más joven en tener una escultura de cera en Madame Tussauds de Shanghái, también fue nombrado como «Rookie del año» por Esquire China.
El 14 de febrero de 2015, Kris hizo su debut en la pantalla grande al protagonizar la película Somewhere Only We Know. La película fue un gran éxito en China, recaudando aproximadamente 37,81 millones de dólares seis días después de su estreno. Wu lanzó y compuso la canción «There Is A Place» como parte de la banda sonora de la película, la canción rompió el récord anteriormente conseguido por «Time Boils the Rain». Wu recibió el premio como el «Mejor debutante» por la tercera entrega de los China International Film Festival London por su actuación en la película. Tres meses después, fue invitado por Vogue China para asistir a la Met Gala. Junto a Chen Kun, Kris fue el primer actor chino en aparecer en la alfombra roja del evento. InStyle dijo que Wu fue el cuarto artista más nombrado en Twitter por su asistencia en Met Gala, después de Justin Bieber y Beyoncé. En noviembre del mismo año, debutó como solista con la canción «Bad Girl». En diciembre, protagonizó en la película Mr. Six, la cual fue nominada en el Festival Internacional de Cine de Venecia. La película recaudó 137 millones de dólares, convirtiéndose en la película más taquillera de China. Kris fue premiado como «Actor del año» en los GMIC Awards 2016.
Kris se convirtió en la primera celebridad masculina en aparecer en la portada de Vogue China, modelando junto a Kendall Jenner. También modeló para la portada de otras revistas como Harper's Bazaar, Marie Claire, Grazia y L'officiel Hommes. Kris fue clasificado en el cuadragésimo segundo lugar de Forbes China Celebrity 100, y fue coronado «Rey de Weibo».

### 2016-presente: Apariciones internacionales yAntares
A comienzos de 2016, Kris hizo un cameo en la película The Mermaid de Stephen Chow. Sina afirmó que su personaje fue escrito específicamente para él. La película se convirtió en la película más lucrativa de China de todos los tiempos, siendo el filme chino que recaudó más de 500 millones de dólares fuera de América. Kris hizo su debut en las pasarelas del desfile de Burberry en Londres, y fue elogiado por el CEO de la marca, Christopher Bailey. Más tarde, participó en el All-Star Game de la NBA 2016 como jugador del equipo canadiense, entrenado por Drake.

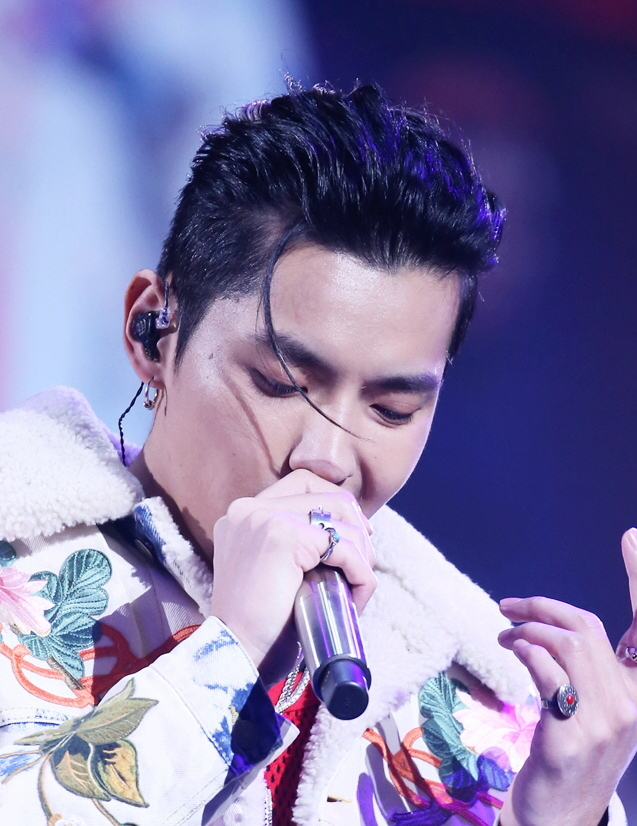
Kris en el Festival de Música Midi, el 16 de diciembre de 2017.

Protagonizó la película Never Gone y el melodrama romántico Sweet Sixteen, junto a Han Geng y el actor coreano Joo Won. El melodrama recibió críticas positivas, y Kris ganó un premio en el Festival Internacional de Cine de Shanghái. Lanzó una canción compuesta por él mismo, titulada «From Now On», como parte de la banda sonora de la película. En septiembre, actuó en la película L.O.R.D: Legend of Ravaging Dynasties. Fue elogiado por su actuación por la audiencia y críticos. Su salida oficial de EXO fue anunciada el 21 de julio de 2016, cuando su disputa contra la SM Entertainment llegó a su fin. El 26 de octubre de 2016, Kris asistió al Festival Internacional de Cine de Tokio y recibió el premio como «Mejor actor» en los Gold Crane Awards por su actuación en Sweet Sixteen. En noviembre de 2016, lanzó su primer sencillo en inglés, titulado «July», como parte de un concierto para su cumpleaños. «July» se convirtió en el segundo sencillo de un artista chino en entrar en el Top 50 de iTunes de Estados Unidos.
En enero de 2017, Kris hizo su debut en el cine estadounidense en la película xXx: Return of Xander Cage dirigida por D.J. Caruso. El 19 de enero, lanzó la canción «Juice» como parte de la banda sonora de la película, contando con la participación de Vin Diesel en el videoclip. Un año después de su aparición en la película The Mermaid, Kris participó en otra película de Stephen Chow, titulada Journey to the West: The Demons Strike Back, donde interpreta a Tang Sanzang. Kris lanzó la canción «Good Kid» con Tan Jing como la banda sonora de la película. La película recaudó más de 234 millones de dólares. Wu también participó en la película Valérian et la Cité des mille planètes de Luc Besson y protagonizó la película Europe Raiders junto a Tony Leung.
A partir de abril de 2018, los lanzamientos futuros de Wu se publicarán internacionalmente, excluyendo Japón y Corea, a través de Universal Music China, Interscope Records en Estados Unidos e Island Records en Reino Unido. El álbum debut de Wu, Antares con las canciones «Like That» y «Freedom» (con Jhené Aiko) se lanzó el 2 de noviembre de 2018. El 19 de abril de 2019, Wu lanzó un sencillo, «Big Bowl, Thick Noodle», cuyo vídeo musical fue visto más de 90 millones de veces en el sitio de transmisión Miaopai. Wu luego se embarcó en su Alive Tour, actuando en ciudades de China. El 6 de noviembre, en su cumpleaños número 29, Wu lanzó un segundo sencillo, «Eternal Love», junto con a una micropelícula que lo acompaña, protagonizada por él mismo y la modelo japonesa Mitsuki Kimura, la hija del actor Takuya Kimura. En 2020, se unió al elenco principal de la serie Qing Zan Xing donde interpreta a un príncipe que sufre de una maldición. La serie está basada en la novela Memoirs of the Golden Hairpin. El 22 de abril, Wu lanzó un EP titulado Testing, precedido por el sencillo «Aurora» el 15 de abril. El EP se preordenó 1 millón de veces solo 87 minutos después de estar disponible en la plataforma de transmisión de Tencent QQ Music, marcando un nuevo récord para la plataforma. El EP incluye tres canciones chinas y una en inglés.

## Filantropía
El 20 de junio de 2014, Yifan volvió a publicar en Weibo un escrito de la actriz china Fan Bingbing. El mensaje decía: «Wu Yifan ha decidido unirse a nuestro equipo de servicio a la comunidad Heart Ali, y creo que podemos hacer muchas más cosas. Por la risa inocente de los niños! Gracias.»
Heart Ali es un proyecto iniciado por Fan Bingbing y Chen Lizhi (el gerente general de Beijing Maite Media). El propio proyecto solidario está dirigido a ayudar a los niños que sufren de cardiopatías congénitas en la prefectura de Ngari en el Tíbet. Wu les ha visitado varias veces hasta ahora con los equipos médicos a identificar a los niños que necesitan tratamiento. Tras la identificación, los niños y sus padres son llevados en grupos a Pekín o Shanghái para la cirugía.
El 21 de enero de 2016, Kris lanzó su propio proyecto de caridad llamado Extraordinary Honorary Court (不凡荣誉球场), el cual es un proyecto de colaboración entre Kris, Sina, Weibo Sports y Weibo Charity. La meta es extender el baloncesto en las escuelas secundarias de China para alentar a todos los jóvenes amantes del baloncesto a que continúen soñando con seguir este deporte.

## Problemas legales y controversia

### Acusaciones de abuso sexual
El 8 de julio de 2021, una estudiante universitaria china de 19 años, Du Meizhu, acusó a Wu de obligar a adolescentes para que tuvieran relaciones sexuales con él. Meizhu dijo que lo conoció a los 17 años y le ofreció alcohol; ella dijo que se despertó en su cama al día siguiente. Dijo que conocía al menos a ocho víctimas, incluida ella misma. Dos de ellas eran presuntamente menores de edad.
Wu y su equipo gerencial negaron categóricamente las acusaciones, pero Du luego reveló en las redes sociales que la gerencia de Wu había intentado pagarle dinero por silencio. También exigió que Wu se retirara del entretenimiento, se fuera de China y emitiera cartas de disculpa escritas a mano a cada víctima. Esto llevó a varias marcas, incluidas Louis Vuitton, Porsche y Bvlgari, a suspender o finalizar contratos de patrocinio y colaboraciones con él.
El 31 de julio, la policía del distrito de Chaoyang, Beijing informó que Kris Wu fue arrestado para que se realicen las investigaciones pertinentes sobre su caso y de las graves acusaciones en su contra. Las autoridades explicaron que la detención de Wu fue tras las acusaciones de explotación de mujeres jóvenes para su beneficio con esto asegurarán que se encuentre el fondo de la historia de Du.
El 25 de noviembre de 2022, el cantante fue condenado a 13 años de prisión por un tribunal en Pekín.

## Discografía
Álbum de estudio
- 2018: Antares

## Filmografía

### Series de televisión
| Año  | Título        | Personaje | Notas |
| ---- | ------------- | --------- | ----- |
| 2020 | Qing Zan Xing |           |       |

### Películas
| Año  | Título                                           | Personaje             | Notas                  |
| ---- | ------------------------------------------------ | --------------------- | ---------------------- |
| 2015 | Somewhere Only We Know                           | Ze Yang               | Protagonista masculino |
| 2015 | Mr. Six                                          | Xiao Fei (Xiao Ye Er) | Protagonista masculino |
| 2015 | Passion Heaven                                   | Xia Mu                | Protagonista masculino |
| 2015 | Tan joven 2: resulta que usted todavía está aquí | Cheng Zheng           | Protagonista masculino |
| 2016 | The Mermaid                                      | Long Jianfei          | Cameo                  |
| 2016 | L.O.R.D: Legend of Ravaging Dynasties)           | Yin Chen              | Protagonista masculino |
| 2017 | Journey to the West 2                            | Tang Sanzang          | Protagonista masculino |
| 2017 | Valerian y la ciudad de los mil planetas         | Capitán Neza          | Cameo                  |
| 2017 | xXx: Return of Xander Cage                       | Nicks Zhou            |                        |
| 2020 | L.O.R.D: Legend of Ravaging Dynasties 2          | Yin Chen              |                        |

### Programas de variedades
| Año             | Título           | Notas                           |
| --------------- | ---------------- | ------------------------------- |
| 2013            | Hello Counselor  | Invitado, Ep. 131               |
| 2016            | Ace vs Ace       | Invitado, Ep. 1                 |
| 2015-2017, 2019 | Happy Camp       | 5 episodios - invitado          |
| 2015, 2016      | Day Day Up       | Invitado - junto a Jessica Jung |
| 2019            | Back To Field S3 |                                 |

## Premios y nominaciones
| Fecha | Premio                                       | Categoría                         | Resultado |
| ----- | -------------------------------------------- | --------------------------------- | --------- |
| 2014  | Sohu Fashion Awards                          | Icono de la moda asiática del año | Ganador   |
| 2014  | QIYI Night 2015                              | Idol más popular del año          | Ganador   |
| 2015  | Sina 15th Anniversary event 2015             | Outstanding Young Person Award    | Ganador   |
| 2015  | 3rd China International Film Festival London | Mejor nuevo actor                 | Ganador   |